# Gaetano Peverada
Gaetano Peverada, conosciuto come Capellaro (Ponte San Pietro, 10 maggio 1742 – Ponte San Pietro, 29 maggio 1819), è stato un pittore italiano.

## Biografia
Gaetano Pevedada era nato a Ponte San Pietro, figlio di Giovanni fu Pietro e Maddalena Testa. Le poche notizie riguardanti il pittore lo vedono presente a Verona dove abitava nel 1762 e dove risulta indicato con il nome di Capellaro.
L'artista fu molto attivo e molte sono le sue opere sparse sia sul territorio di Bergamo che nel Veneto. Numerosi sono i suoi lavori raffiguranti le stazioni della Via Crucis, presenti nelle chiese di Bergamo':  nella chiesa di San Salvatore, poi perdute per furto, e quella di Santa Caterina, e a Carvico, diventando la raffigurazione di questo soggetto, la sua principale caratteristica.
Morì il 29 maggio 1819 nel suo paese d'origine e fu inumato il 31 maggio nella nuova parte cimiteriale della Chiesa dei Santi Pietro e Paolo.

## Opere
- Stendardo per la basilica di Sant'Alessandro in Colonna di Bergamo,[4]
- Stazioni della via crucis sulla controfacciata della chiesa di Santa Maria di Oleno,[5]
- Crocefisso conservato nella sacrestia e le stazioni della Via Crucis della chiesa di Sant'Andrea di Suisio;[6]
- Via Crucis per la chiesa di San Salvatore rubate,[7]
- stazione della Via Crucis per la chiesa di San Giuliano Calusco d'Adda;
- Miracoli di San Pantaleone dipinti su quattro tele per la chiesa di San Pantaleone a Madone;[8]
- Madonna del Rosario con i Santi Domenico e Caterina per la chiesa parrocchiale di Sant'Antonino Martire di Locate Bergamasco;[9]
- Disputa di santa Caterina nel catino absidale della chiesa di Santa Caterina di Bergamo;[10]
- Quattordici stazioni della via Crucis per la chiesa di Santa Caterina di Bergamo;
- Vergine con Cristo Morto, tra San Giorgio e Santi'Isidoro pala d'altare della chiesa campestre di San Giorgio a Bottanuco;[11]
- Stazioni della Via Crucis per la chiesa della Madonna del Bosco;[12]
- Stazioni della Via Crucis per la Chiesa di Sant'Antonio Abate di Valbondione;
- Battesimo di Gesù, Cena in casa di Simone e Via Crucis per la chiesa di San Gregorio per la frazione omonima di Cisano Bergamasco
- Miracolo di san Fermo, e Martirio di san Fermo per la Chiesa della Natività di Maria Vergine e Santi Fermo e Rustico del 1765.